# 삼진 (전국시대)
삼진(三晋)은 전국시대에 중국에 있던 조(趙), 위(魏), 한(韓)의 삼국의 총칭이다. 후에 산시성의 별칭이 되었다.
춘추시대 말기 진(晉)은 조, 위, 한의 3국으로 분할되었다(삼가분진). 조, 위, 한의 3국을 진의 후계자로 보고 《전국책》, 《사기》, 《자치통감》 등에서는 이 3국을 삼진이라고 칭하고 있다.
그 후 삼진은 지명으로서 사용되어 조, 위, 한의 3국 고지(故地)를 나타내게 되었다.